# Milovník slepic
Milovník slepic (v anglickém originále Chickenlover) je čtvrtý díl druhé řady amerického komediálního animovaného televizního seriálu Městečko South Park.

## Děj
Ve městě jsou znásilňovány slepice, ale nikdo neví kdo je viník. Lidé si stěžují na nedostatečnou práci strážníka Barbradyho. Ten se pod tlakem přizná, že je negramotný, a rezignuje na svou funkci jediného policisty města. Ve městě vzniká anarchie, ale starostka činí opatření. Pan Barbrady je nucen chodit do základní školy, aby se naučil číst. Své spolužáky, Stana, Kylea, Erica a Kennyho jmenuje svými zástupci. Společně řeší případ milovníka slepic a další kriminalitu ve městě. Pomocí čtení se získává ve vzkazích pachatele a knížce indicíe, které ho dovedou do městské zoo. Tam zjistí, že pachatelem je mobilní knihovník, převlečený za Richarda Nixona. Knihovník se nakonec přiznal, že znásilňoval slepice, aby motivoval strážníka Barbadyho. Když slyšel, že Barbady neumí číst,chtěl ho k čtení nějak motivovat, a tak zosnoval plán, aby mu přiblížil kouzlo čtení. Barbady je hrdinou města, ale čtení zase zanechá, jelikož se mu nelíbila kniha Ayn Randové, kterou mu knihovník po chycení dal.